# Velký Újezd (Býčkovice)
Velký Újezd je malá vesnice, část obce Býčkovice v okrese Litoměřice. Nachází se asi 2 km na jih od Býčkovic. V roce 2009 zde bylo evidováno 40 adres. V roce 2011 zde trvale žilo 94 obyvatel.
Velký Újezd leží v katastrálním území Velký Újezd u Litoměřic o rozloze 1,49 km².

## Historie
Nejstarší písemná zmínka pochází z roku 1233.

## Obyvatelstvo
|           | 1869 | 1880 | 1890 | 1900 | 1910 | 1921 | 1930 | 1950 | 1961 | 1970 | 1980 | 1991 | 2001 | 2011 |
| --------- | ---- | ---- | ---- | ---- | ---- | ---- | ---- | ---- | ---- | ---- | ---- | ---- | ---- | ---- |
| Obyvatelé | 232  | 254  | 208  | 209  | 241  | 232  | 236  | 112  | 126  | 131  | 112  | 101  | 101  | 94   |
| Domy      | 37   | 38   | 38   | 37   | 39   | 41   | 43   | 31   | 28   | 27   | 26   | 29   | 33   | 38   |

## Pamětihodnosti
- Zámek Velký Újezd byl postaven na konce šestnáctého století pány z Vřesovic. V roce 1657 byl po požáru obnoven v barokním slohu, ale dochovaná podoba je výsledkem empírových úprav.[7]
- K drobným památkám patří starý mlýn s mansardovou střechou a letopočtem 1867, kaplička z devatenáctého století a litinový kříž na kamenném podstavci s letopočtem 1863.[8]
- Jižně od vesnice se nachází přírodní památka Stráně u Velkého Újezdu.